# Ряснянська сільська рада
Рясненська сільська́ ра́да — колишній орган місцевого самоврядування у Краснопільському районі Сумської області. Адміністративний центр — село Рясне.

## Загальні відомості
- Населення ради: 1 166 осіб (станом на 2001 рік)

## Населені пункти
Сільській раді підпорядковані населені пункти:
- с. Рясне
- с. Земляне
- с. Лісне

## Склад ради
Рада складається з 16 депутатів та голови.
- Голова ради: Кащенко Володимир Іванович
- Секретар ради: Рева Тетяна Іванівна

### Керівний склад попередніх скликань
| Прізвище, ім'я, по батькові | Основні відомості                                                 | Дата обрання | Дата звільнення |
| --------------------------- | ----------------------------------------------------------------- | ------------ | --------------- |
| Кащенко Володимир Іванович  | Сільський голова, 1967 року народження, освіта вища               | 26.03.2006   | 31.10.2010      |
| Кащенко Володимир Іванович  | Сільський голова, 1967 року народження, освіта вища, безпартійний | 31.10.2010   |                 |

Примітка: таблиця складена за даними сайту Верховної Ради України